# Râul Fântâna Pustnicului
Râul Fântâna Pustnicului este un curs de apă, afluent al râului Trebiș. 